# COFS-Syndrom
Das COFS-Syndrom, Akronym für Cerebro-Oculo-Facio-Skelett,  ist eine sehr seltene, letal verlaufende angeborene Erkrankung mit den Hauptmerkmalen einer schweren Psychomotorischen Retardierung, Gesichts-Dysmorphie, Skelettauffälligkeiten mit Flexionskontrakturen.
Synonyme sind:  Pena-Shokeir-Syndrom II; lateinisch Zerebro-okulo-fazio-skelettales Syndrom
Die Erkrankung kann als pränatales Extrem des Cockayne-Syndroms  angesehen werden.
Die Erstbeschreibung und Namensgebung stammt aus dem Jahre 1974 durch die Humangenetiker D. J. Pena und Mohamed H. K. Shokeir.

## Verbreitung
Die Häufigkeit wird unterschiedlich mit etwa 1 zu 10.000 oder unter 1 zu 1.000.000 angegeben, die Vererbung erfolgt  autosomal-rezessiv.

## Ursache
Je nach zugrunde liegendem Gendefekt können folgende Typen unterschieden werden:
- COFS-Typ 1 mit Mutationen im ERCC6-Gen auf Chromosom 10 Genort q11.23[4]
- COFS-Typ 2 mit starker Photosensitivität, mit Mutationen im ERCC2-Gen auf Chromosom 19 Genort q13.32[5]
- COFS-Typ 3 mit starker Photosensitivität, mit Mutationen im ERCC5-Gen auf Chromosom 13 Genort q33.1[6]
- COFS-Typ 4 mit Mutationen im ERCC1-Gen auf Chromosom 19 Genort q13.32[7]

Alle vier Gene kodieren für Proteine in der gleichen Reaktionskette der DNA-Reparatur.

## Klinische Erscheinungen
Klinische Kriterien sind:
- Mikrozephalie, häufig Lissenzephalie, Balkenagenesie
- Muskuläre Hypotonie, Hyperreflexie, Areflexie
- fortschreitender Abbau der Psychomotorik
- ausbleibende Sprachentwicklung
- Mikrophthalmie, Anophthalmie, Katarakt, Blepharophimose
- Faziale Dysmorphie mit prominenter Nasenwurzel, Mikrogenie, großen Ohren
- Kamptodaktylie, Flexionskontraktur der Ellbogen und  Kniegelenke
- Kyphose, Pfannendachdysplasie, Coxa valga
- Tintenlöscherfüße (Rocker bottom feet)
- Osteoporose
- Tod im Kleinkindesalter durch Infektion

Hinzu können Photosensitivität, periphere Neuropathie, Innenohrschwerhörigkeit und Retinopathia pigmentosa kommen.

## Diagnose
Die Diagnose kann intrauterin durch Feinultraschall vermutet und humangenetisch bestätigt werden.

## Differentialdiagnose
Differentialdiagnostisch abzugrenzen sind:
- Pena-Shokeir-Syndrom I
- Fetopathien durch intrauterine Infektionen
- Warburg-Mikro-Syndrom